# Kandyagasz
Kandyagasz (kaz. Қандыағаш') — miasto w Kazachstanie; w obwodzie aktobskim. Przemysł spożywczy, włókienniczy.

## Nazwa
„Kandy agasz” w dosłownym tłumaczeniu z j. kazachskiego oznacza „krwawe drzewo”.
W 1967 roku z okazji 50-lecia rewolucji październikowej nazwę zmieniono na Oktiabr (kaz. Октябрь, ros. Октябрьск, Oktiabrsk), która funkcjonowała do 1997 roku.